# Oldenlandia verrucitesta
Oldenlandia verrucitesta är en måreväxtart som beskrevs av Bernard Verdcourt. Oldenlandia verrucitesta ingår i släktet Oldenlandia och familjen måreväxter.
Artens utbredningsområde är Moçambique. Inga underarter finns listade i Catalogue of Life.